# District de Bijnor
Le district de Bijnor (en hindi : बिजनौर ज़िला, en ourdou : بجنور ضل) est un district de la division de Moradabad dans l'État de l'Uttar Pradesh en Inde.

## Géographie
Sa capitale est la ville de Bijnor. 
La superficie du district est de 4 561 km2 et la population au recensement de 2011 s'élève à 3 682 713 habitants.
Le taux d'alphabétisation est de 59,37 %.

## Histoire
Le célèbre historien musulman Akbar Shah Khan Najibabadi est né en 1875 dans ce district, plus précisément dans le village de Najibabad.